# 心有花
心 有花（こころ ゆうか、1988年6月20日 - ）は、日本のAV女優。

## 略歴・人物
2007年11月、『ZERO 素人以上、女優未満。01』でAVデビュー。
趣味・特技は、買い物、水泳。 

## 作品

### アダルトビデオ
2007年
- ZERO 素人以上、女優未満。 01 （11月1日、プレステージ）
- Tokyo 流儀 47 （12月1日、プレステージ）

2008年
- WATER POLE 41 （1月11日、プレステージ）
- WILD CHERRY 05 （2月2日、プレステージ）
- アメスク 01 （3月22日、プレステージ）
- ハイパーデジタルモザイク Vol.080 （6月1日、MOODYZ）
- BEST OF YUKA （6月10日、ラストラス）※総集編
- ハイスクール乱交白書2 （7月13日、MOODYZ）共演：大橋未久、愛海
- コスプレモード女子校生 01 （8月10日、ラストラス）他出演：桃瀬ゆきな、凛
- 黒人と乱交 （8月13日、MOODYZ）
- 女子校生公然レイプ 教壇の前で犯されて （9月13日、MOODYZ）
- 真性アナルFUCK （10月13日、MOODYZ）
- 女子校生監禁凌辱 鬼畜輪姦 レイプの傷痕 （11月7日、アタッカーズ）共演：陽多まり、花純、我妻りん、若草ひより（※AVグランプリ2009 エントリー作品）
- 夫の目の前で犯されて― 過去からの訪問者 （12月7日、アタッカーズ）

2009年
- 哀しみのサイバーレイプ 接続された少女 白の凌辱… （1月7日、アタッカーズ）…共演：姫咲りりあ
- 新奴隷島 第四章 君を守りたいから… （3月7日、アタッカーズ）…共演：真心実
- 特殊犯罪捜査官ユウカ 洗脳凌辱の罠 敗北トルネード （6月7日、アタッカーズ）共演：宮崎あいか
- 社長令嬢自己犠牲レイプ　私はあなたを想いながら犯される…。 （9月7日、アタッカーズ）

2010年
- 家庭教师 12月の恋 （BeFree）

2011年
2012年
- 家庭教師の先生と二人っきり ハメ撮りBEST4時間 （5月7日、BeFree）

### 雑誌
- AV FREAK（2007年12月号、2008年1月号、4月号、5月号、三和出版）
- ベストビデオスーパードキュメント（2008年5月号、12月号、三和出版）
- Smart（2008年3月号、宝島社）
- ビデオメイトDX（2008年3月号、コアマガジン）
- VIBES（2008年8月号、海王社）